# Chính phủ Lâm thời Liên bang Dân chủ Nam Tư

Quốc huy Chính phủ Lâm thời Liên bang Dân chủ Nam Tư

Chính phủ Lâm thời Liên bang Dân chủ Nam Tư (Serbia-Croatia: Privremena vlada Demokratske Federativne Jugoslavije/Привремена влада Демократске Федеративне Југославије) là chính phủ quốc gia tạm thời của Liên bang Dân chủ Nam Tư được thành lập thông qua sự hợp nhất của chính phủ lưu vong Nam Tư và Ủy ban Quốc gia về Giải phóng Nam Tư (NKOJ). Chính phủ này tồn tại từ ngày 7 tháng 3 đến ngày 11 tháng 11 năm 1945. Về sau trở thành Cộng hòa Liên bang Nhân dân Nam Tư vào cuối năm 1945 rồi đổi thành Cộng hòa Liên bang Xã hội chủ nghĩa Nam Tư từ năm 1963–1992.

## Lịch sử
"Hiện tại, đây là những nỗ lực của chúng tôi tập trung vào một hướng và đó là:
1. tập hợp tất cả những cá nhân yêu nước và đáng kính để cuộc chiến chống quân xâm lược của chúng ta thành công tốt đẹp nhất có thể,
2. xây dựng tình anh em và sự đoàn kết của các dân tộc Nam Tư vốn không tồn tại trước chiến tranh và sự vắng mặt của họ đã khiến đất nước chúng ta gặp thảm họa
3. cung cấp các điều kiện để tổ chức một nhà nước mà tất cả các dân tộc đều cảm thấy hạnh phúc, và đó mới thực sự là một Liên bang Dân chủ Nam Tư".

## Hiện diện
Trước khi chính phủ lâm thời được thành lập, đã có một số cuộc gặp giữa Tito và Ivan Šubašić, Ban xứ Croatia trước chiến tranh và Thủ tướng Nam Tư tại Luân Đôn trong Thế chiến thứ hai.
Tình hình quốc tế đã tác động đến việc Tito tham gia chính trị và thỏa hiệp để thay thế chủ nghĩa cấp tiến, áp lực của Vương quốc Liên hiệp Anh và kẻ bảo hộ quốc tế là Liên Xô, "chủ thể chính trị thực sự" và thông qua một bản ghi nhớ của chính phủ Anh, được Winston Churchill chuyển cho Tito vào tháng 8 năm 1944. Đối với đất nước này sẽ không áp đặt chủ nghĩa cộng sản, nhằm giữ Đảng Cộng sản đi theo âm mưu này, và thể hiện chương trình cộng sản thông qua Mặt trận Dân tộc Nam Tư.
Sau Hiệp ước Vis hoặc Thỏa ước Tito–Šubašić, Tito và Šubašić gặp nhau tại Vršac vào ngày 20 tháng 10 năm 1944. Việc Tito đứng về phía Liên Xô trong Hội nghị Moskva giữa Joseph Stalin và Winston Churchill đã mở ra cơ hội cho những thỏa thuận khác giữa các đại diện của Ủy ban Dân tộc và Chính phủ Hoàng gia. Thỏa thuận này được ký kết vào ngày 1 tháng 11 năm 1944 tại Beograd còn gọi là Thỏa ước Beograd.
Đối với những mối liên hệ mới xảy ra vào tháng 12 năm 1944, khi việc sửa đổi Thỏa ước Beograd được thực hiện, một số đảm bảo nhất định cho các chính đảng và việc Hội đồng Lập hiến phê chuẩn luật AVNOJ trong tương lai. Thỏa ước Beograd đã không làm hài lòng Vua Peter II vốn có chức trách theo thỏa thuận của Tito–Šubašić vào năm 1944. Một Hội đồng nhiếp chính do ủy ban gồm ba thành viên chủ trì.
Thế nhưng từ sau Hội nghị Yalta vào ngày 16 tháng 2 năm 1945, chính phủ của Ivan Šubašić đã đến Beograd. Sau nhiều lần thương lượng và thuyết phục, cuối cùng Vua Petar II cũng đồng ý chuyển giao quyền lực. Theo thỏa thuận, ba ngày sau, chính phủ hoàng gia và NKOJ từ chức. Chính phủ mới được thành lập vào ngày 7 tháng 3 năm 1945 và vào ngày 9 tháng 3 đã thông qua Tuyên ngôn. Đêm đó Tito đã đọc tuyên ngôn này trong buổi phát thanh trên Đài phát thanh Beograd.

## Vua Petar II thoái vị
Trên cương vị là Nguyên thủ quốc gia vào ngày 7 tháng 3 năm 1945, Vua Petar II đã thành lập Hội đồng nhiếp chính của riêng mình nhằm bổ nhiệm các luật sư lập hiến Srđan Budisavljević, Ante Mandić và Dušan Sernec. Khi làm như vậy, Nhà vua đã trao quyền cho Hội đồng của mình thành lập một chính phủ tạm thời chung với Ủy ban Quốc gia về Giải phóng Nam Tư (NKOJ) và chấp nhận lời đề cử của Josip Broz Tito lên làm Thủ tướng chính phủ bình thường đầu tiên của Nam Tư thời hậu chiến. Theo ủy quyền của Nhà vua, Hội đồng đã chấp nhận đề cử của Tito vào ngày 29 tháng 11 năm 1945, khi Cộng hòa Liên bang Nhân dân Nam Tư hay Nam Tư thứ hai chính thức được tuyên bố thành lập. Bằng cách chuyển giao quyền lực vô điều kiện này, Petar II đã thoái vị để cho Tito lên nắm quyền. Ngày này, khi Nam Tư thứ hai ra đời theo luật pháp quốc tế được đánh dấu là ngày lễ quốc gia của Nam Tư gọi là Ngày Cộng hòa, tuy nhiên sau khi những người cộng sản chuyển sang chế độ độc tài, ngày lễ này chính thức đánh dấu Phiên họp AVNOJ năm 1943 tình cờ rơi vào cùng ngày trong năm.
Phó Thủ tướng Milan Grol từ chức ngày 8 tháng 8 năm 1945 với lý do chính phủ mới không tôn trọng nguyên tắc dân chủ và tự do ngôn luận. Sau khi bài xã luận "đốt nhà" của tờ Dân chủ được xuất bản tại các thị trấn của Nam Tư, đã xảy ra bất đồng giữa Šubašić và đại diện của Mặt trận Giải phóng Dân tộc Thống nhất. Cùng ngày, Bộ trưởng không Bộ Juraj Šutej đã đệ đơn từ chức. Bộ trưởng Bộ Ngoại giao Ivan Šubašić từ chức vào ngày 8 tháng 10 năm 1945, nói rằng không có chính phủ dân chủ tự do nào mà có chế độ độc tài cộng sản trong nước được.

## Thành viên nội các
| Bộ trưởng       | Bộ trưởng            | Bộ trưởng             | Chức vụ                                        | Tại nhiệm                       | Đảng phái                              | Ghi chú                                                                     |
| --------------- | -------------------- | --------------------- | ---------------------------------------------- | ------------------------------- | -------------------------------------- | --------------------------------------------------------------------------- |
|                 | Josip Broz Tito      | Josip Broz Tito       | Thủ tướng Bộ trưởng Bộ Quốc phòng              | 7 tháng 3 năm 1945 –            | Mặt trận Giải phóng Dân tộc Thống nhất | Từng là người đứng đầu NKOJ.                                                |
|                 | Milan Grol           | Milan Grol            | Phó Thủ tướng                                  | 7 tháng 3 – 24 tháng 8 năm 1945 | Đảng Dân chủ                           | Từng là thành viên chính phủ lưu vong. Từ chức ngày 18 tháng 8 năm 1945     |
|                 | Edvard Kardelj       | Edvard Kardelj        | Phó Thủ tướng                                  | 7 tháng 3 năm 1945 –            | Mặt trận Giải phóng Dân tộc Thống nhất | Từng là thành viên NKOJ.                                                    |
|                 | Ivan Šubašić         | Ivan Šubašić          | Bộ Trưởng Bộ Ngoại giao                        | 7 tháng 3 – 8 tháng 10 năm 1945 | Đảng Nông dân Croatia                  | Từng là người đứng đầu chính phủ lưu vong. Từ chức ngày 8 tháng 10 năm 1945 |
|                 | Josip Smodlaka       | Josip Smodlaka        | Bộ trưởng không Bộ                             | 7 tháng 3 năm 1945 –            | Mặt trận Giải phóng Dân tộc Thống nhất | Từng là thành viên NKOJ.                                                    |
|                 | Juraj Šutej          | Juraj Šutej           | Bộ trưởng không Bộ                             | 7 tháng 3 năm 1945 –            | Đảng Nông dân Croatia                  | Từng là thành viên chính phủ lưu vong. Từ chức ngày 18 tháng 8 năm 1945     |
|                 | Sreten Žujović       | Sreten Žujović        | Bộ trưởng Bộ Tài chính                         | 7 tháng 3 năm 1945 –            | Mặt trận Giải phóng Dân tộc Thống nhất | Từng là thành viên NKOJ.                                                    |
|                 | Drago Marušič        | Drago Marušič         | Bộ trưởng Bộ Bưu chính, Điện tín và Điện thoại | 7 tháng 3 năm 1945 –            | Đảng Nhân dân Slovenia                 | Từng là thành viên chính phủ lưu vong.                                      |
|                 | Frane Frol           | Frane Frol            | Bộ trưởng Bộ Tư pháp                           | 7 tháng 3 năm 1945 –            | Mặt trận Giải phóng Dân tộc Thống nhất | Từng là thành viên NKOJ.                                                    |
|                 | Vlada Zečević        | Vlada Zečević         | Bộ trưởng Bộ Nội vụ                            | 7 tháng 3 năm 1945 –            | Mặt trận Giải phóng Dân tộc Thống nhất | Từng là thành viên NKOJ.                                                    |
|                 | Todor Vujasinović    | Todor Vujasinović     | Bộ trưởng Bộ Giao thông Vận tải                | 7 tháng 3 năm 1945 –            | Mặt trận Giải phóng Dân tộc Thống nhất | Từng là thành viên NKOJ.                                                    |
|                 | Andrija Hebrang      | Andrija Hebrang       | Bộ trưởng Bộ Công nghiệp                       | 7 tháng 3 năm 1945 –            | Mặt trận Giải phóng Dân tộc Thống nhất | Từng là thành viên NKOJ.                                                    |
|                 | Nikola Petrović      | Nikola Petrović       | Bộ trưởng Bộ Thương mại và Cung ứng            | 7 tháng 3 năm 1945 –            | Mặt trận Giải phóng Dân tộc Thống nhất | Từng là thành viên NKOJ.                                                    |
|                 | Vladislav Ribnikar   | Vladislav S. Ribnikar | Bộ trưởng Bộ Giáo dục                          | 7 tháng 3 năm 1945 –            | Mặt trận Giải phóng Dân tộc Thống nhất | Từng là thành viên NKOJ.                                                    |
|                 | Sava Kosanović       | Sava Kosanović        | Bộ trưởng Bộ Thông tin                         | 7 tháng 3 năm 1945 –            |                                        | Từng là thành viên chính phủ lưu vong.                                      |
|                 | Zlatan Sremec        | Zlatan Sremec         | Bộ trưởng Bộ Y tế Công cộng                    | 7 tháng 3 năm 1945 –            |                                        | Từng là thành viên NKOJ.                                                    |
|                 | Bane Andrejev        | Bane Andrejev         | Bộ trưởng Bộ Khai mỏ                           | 7 tháng 3 năm 1945 –            | Mặt trận Giải phóng Dân tộc Thống nhất |                                                                             |
|                 |                      | Vaso Čubrilović       | Bộ trưởng Bộ Nông nghiệp                       | 7 tháng 3 năm 1945 –            | Mặt trận Giải phóng Dân tộc Thống nhất |                                                                             |
|                 | Sulejman Filipović   | Sulejman Filipović    | Bộ trưởng Bộ Lâm nghiệp                        | 7 tháng 3 năm 1945 –            | Mặt trận Giải phóng Dân tộc Thống nhất | Từng là thành viên NKOJ.                                                    |
|                 | Anton Kržišnik       | Anton Kržišnik        | Bộ trưởng Bộ Xã hội                            | 7 tháng 3 năm 1945 –            | Mặt trận Giải phóng Dân tộc Thống nhất | Từng là thành viên NKOJ.                                                    |
|                 | Sreten Vukosavljević | Sreten Vukosavljević  | Bộ trưởng Bộ Khai hoang                        | 7 tháng 3 năm 1945 –            | Mặt trận Giải phóng Dân tộc Thống nhất |                                                                             |
|                 | Rade Pribićević      | Rade Pribićević       | Bộ trưởng Bộ Xây dựng                          | 7 tháng 3 – 24 tháng 4 năm 1945 | Mặt trận Giải phóng Dân tộc Thống nhất | Từng là thành viên NKOJ.                                                    |
| Rade Pribićević | Stevan Zečević       | 24 tháng 4 năm 1945 – | Bộ trưởng Bộ Xây dựng                          |                                 | Mặt trận Giải phóng Dân tộc Thống nhất |                                                                             |
|                 |                      | Jaša Prodanović       | Bộ trưởng Serbia                               | 7 tháng 3 – 9 tháng 4 năm 1945  | Mặt trận Giải phóng Dân tộc Thống nhất |                                                                             |
|                 |                      | Pavle Gregorić        | Bộ trưởng Croatia                              | 7 tháng 3 – 14 tháng 4 năm 1945 | Mặt trận Giải phóng Dân tộc Thống nhất |                                                                             |
|                 | Rodoljub Čolaković   | Rodoljub Čolaković    | Bộ trưởng Bosnia và Herzegovina                | 7 tháng 3 năm 1945 –            | Mặt trận Giải phóng Dân tộc Thống nhất |                                                                             |
|                 | Milovan Đilas        | Milovan Đilas         | Bộ trưởng Montenegro                           | 7 tháng 3 năm 1945 –            | Mặt trận Giải phóng Dân tộc Thống nhất |                                                                             |
|                 | Emanuel Čučkov       | Emanuel Čučkov        | Bộ trưởng Macedonia                            | 7 tháng 3 năm 1945 –            | Mặt trận Giải phóng Dân tộc Thống nhất | Từng là thành viên NKOJ.                                                    |
|                 | Edvard Kocbek        | Edvard Kocbek         | Bộ trưởng Slovenia                             | 7 tháng 3 năm 1945 –            | Mặt trận Giải phóng Dân tộc Thống nhất | Từng là thành viên NKOJ.                                                    |